# Owińska
Owińska (1943-1945 niem. Treskau) – wieś w Polsce położona w województwie wielkopolskim, w powiecie poznańskim, w gminie Czerwonak, położona około 8 km na północ od granic Poznania.
Wieś duchowna Owieńska, własność Klasztoru Cysterek w Owińskach pod koniec XVI wieku leżała w powiecie poznańskim województwa poznańskiego. W latach 1975–1998 miejscowość położona była w województwie poznańskim.
Owińska leżą na trasie szlaku cysterskiego. W XIX w. funkcjonowała cegielnia, która zaopatrywała Twierdzę Poznań oraz inne obiekty w materiały budowlane.
W Owińskach powstał pierwszy w Polsce i w Europie Park Orientacji Przestrzennej i Ogród Zabaw dla niewidomych (autorski projekt architektów Macieja Jakubowskiego i Szymona Wytykowskiego oraz architektki krajobrazu Renaty Gilmore). Jest on usytuowany w Specjalnym Ośrodku Szkolno-Wychowawczym dla Dzieci Niewidomych. Park pomaga niewidomym i niedowidzącym dzieciom przystosować się do poruszania się samodzielnie w mieście. Został otwarty 3 września 2012 r. W maju 2013 r. Park Orientacji zwyciężył w konkursie „Polska Pięknieje – 7 Cudów Funduszy Europejskich”, w kategorii „Miejsce przyjazne dzieciom”. W Ośrodku powstała także pierwsza w Polsce Biblioteka Zapachów (autorski projekt pedagoga, Marka Jakubowskiego).
Na wschód od wsi dawne żwirownie przekształcono w miejsce rekreacji wodnej dla mieszkańców – Akwen Tropicana, ujęcie wody oraz akwen dla wędkarzy. Pomiędzy zbiornikami wodnymi znajduje się dawna żużlowa droga, która od stacji kolejowej w Owińskach przez ulicę Plażową pomiędzy stawami wiedzie do leśniczówki Potasze.

## Historia
Pierwsza wzmianka w źródłach pisanych pochodzi z roku 1249 z dokumentu sygnowanego przez Przemysła I i po łacinie wymienia nazwę Ovensko, jednak znaleziono w pobliżu ślady osadnictwa datowane na IV tysiąclecie p.n.e.
Miejscowość pod zlatynizowaną nazwą Ovensko oraz Owensk wymieniona jest w łacińskim dokumencie wydanym w Poznaniu w 1280 roku sygnowanym przez Przemysła II. Kolejny dokument tego księcia wymienia miejscowość pod nazwą Owensko. Nazwę miejscowości w zlatynizowanej staropolskiej formie „Ouenzko” wymienia spisany ok. 1300 roku średniowieczny łaciński utwór opisujący żywot świętej Jadwigi Vita Sanctae Hedwigis. Od założenia w połowie XIII wieku do kasaty zakonu w 1797 roku własność klasztoru cysterek, później rodziny von Treskow.

### Własność cysterek
Klasztor został ufundowany w latach 1242–1252 przez księcia Przemysła I oraz jego brata księcia Bolesława Pobożnego dla sióstr pochodzących z Trzebnicy. W ciągu wieków dzięki licznym darowiznom majątek klasztorny bardzo się powiększył i obejmował wiele okolicznych wsi (m.in. Barcinek, Biedrusko, Bolechowo, Chludowo, Czerwonak (?), Dębogóra, Miękowo, Radojewo, Radzim, Skorzęcin, Trzuskotowo, Wierzonka). Na terenie klasztoru siostry prowadziły szkołę żeńską.

### Od 1797 do 1939
Po II rozbiorze Polski w 1793 Owińska znalazły się pod panowaniem Prus. Nastąpiło odebranie własności ziem klasztorowi i sprzedanie ich w 1797 berlińskiemu bankierowi Zygmuntowi Ottonowi von Treskow. Okoliczne tereny pozostały własnością rodziny von Treskow do zakończenia II wojny światowej w 1945. Zakonnice przebywały w klasztorze do 1835, kiedy nastąpiła ostateczna kasata klasztoru (po ówczesnym przesiedleniu pozostałych zakonnic do innych miejscowości). W 1838 w budynkach poklasztornych otwarto zakład dla psychicznie chorych, który w latach 1870–1873 powiększono o zespół zabudowań w innej części Owińsk. W 1938 r., z okazji 100-lecia istnienia szpitala, odbył się w Poznaniu i Owińskach zjazd psychiatrów z całej Polski.

### Okupacja niemiecka
W 1939 Niemcy w ramach akcji T4 zamordowali wszystkich pacjentów szpitala (część w lasach na północ od Obornik, część zagazowano w Forcie VII).
Owińska były połączone przeprawą promową na rzece Warcie z Radojewem. Została ona zerwana w styczniu 1945 r. w czasie ucieczki Niemców przed Sowietami.

#### Filia Groß-Rosen
W Owińskach działał niemiecki obóz koncentracyjny będący filią obozu Groß-Rosen. W budynkach po byłym ośrodku wychowawczym, a jeszcze wcześniej po nowym ośrodku eutanazji dla dorosłych przy ul. Kolejowej, mieściła się szkoła SS im. Adolfa Hitlera. Pomieszczenia przyklasztorne zajął natomiast Wehrmacht. W pomieszczeniach piwnicznych kompleksu pocysterskiego do dziś (2007) widoczne są napisy na ścianie. Sam kościół był natomiast magazynem. W lasach mieścił się poligon dla niemieckich żołnierzy i tak zwany Panzergrab, czyli rów przeciwczołgowy. Pozostałości po transzejach i sam rów widoczne są do dziś.

### Lata powojenne
Po wojnie w budynkach poklasztornych, od 1946 roku, otwarto Zakład Wychowawczy, przeniesiony w 1952 r. na ul. Kolejową do zabudowań dawnego szpitala psychiatrycznego. W miejsce Zakładu Wychowawczego w budynkach poklasztornych umieszczono ośrodek dla dzieci niewidomych, przeniesiony z zabudowań przy ul. Kolejowej, przekształcony później w Specjalny Ośrodek Szkolno-Wychowawczy dla Dzieci Niewidomych. W latach powojennych we wsi funkcjonował Dom Pracy Przymusowej przeznaczony dla żebraków, w którym osadzano przede wszystkim tych, którzy cyklicznie wracali do tego procederu. Lokalne Państwowe Gospodarstwo Rolne wybudowało w 1970 w południowej części wsi wielkie zakłady szklarniowe, gdzie hodowane były głównie kwiaty ozdobne.
W latach 1954–1968 wieś była siedzibą gromady Owińska, po jej zniesieniu w gromadzie Czerwonak.
We wsi jest przystanek kolejowy Owińska.

## Zabytki

### Pałac von Treskow
Pięknym późnoklasycystycznym obiektem jest pałac pochodzący z lat 1804–1806, wybudowany dla Ottona von Treskowa, ówczesnego właściciela Owińsk. Projektantem budowli był jeden z architektów berlińskich, być może Karol Fryderyk Schinkel lub Franciszek Catella.
Wewnątrz szczególnie ciekawa jest trójnawowa sień z kolumnami oraz nakryty parasolowatym sklepieniem westybul. W ścianie frontowej centralny ryzalit poprzedzony portykiem z czterema doryckimi kolumnami podtrzymującymi balkon. Na piętrze obszerna sala przez całą szerokość budynku. Pałac położony jest w sporym XIX-wiecznym parku, obecnie zaniedbanym. Na podjazd przed pałacem prowadzą dwie bramy – kordegardy.
Właścicielami do II wojny byli spadkobiercy von Treskow. W czasie wojny w piwnicach tego pałacu urządzono katownie. Po wojnie w pałacu mieściła się m.in. szkoła i przedszkole – wówczas stan budynku był jeszcze dobry. Sprzedany prywatnemu nabywcy za 500 tys. zł w latach 90. XX wieku został pozbawiony większości elementów wyposażenia. Obecnie jest ponownie własnością gminy i – zabezpieczony – został ponownie w 2012 roku wystawiony na sprzedaż za 2,7 mln zł z zastrzeżeniem dostępu do kilkuhektarowego parku dla mieszkańców.

### Zespół pocysterski

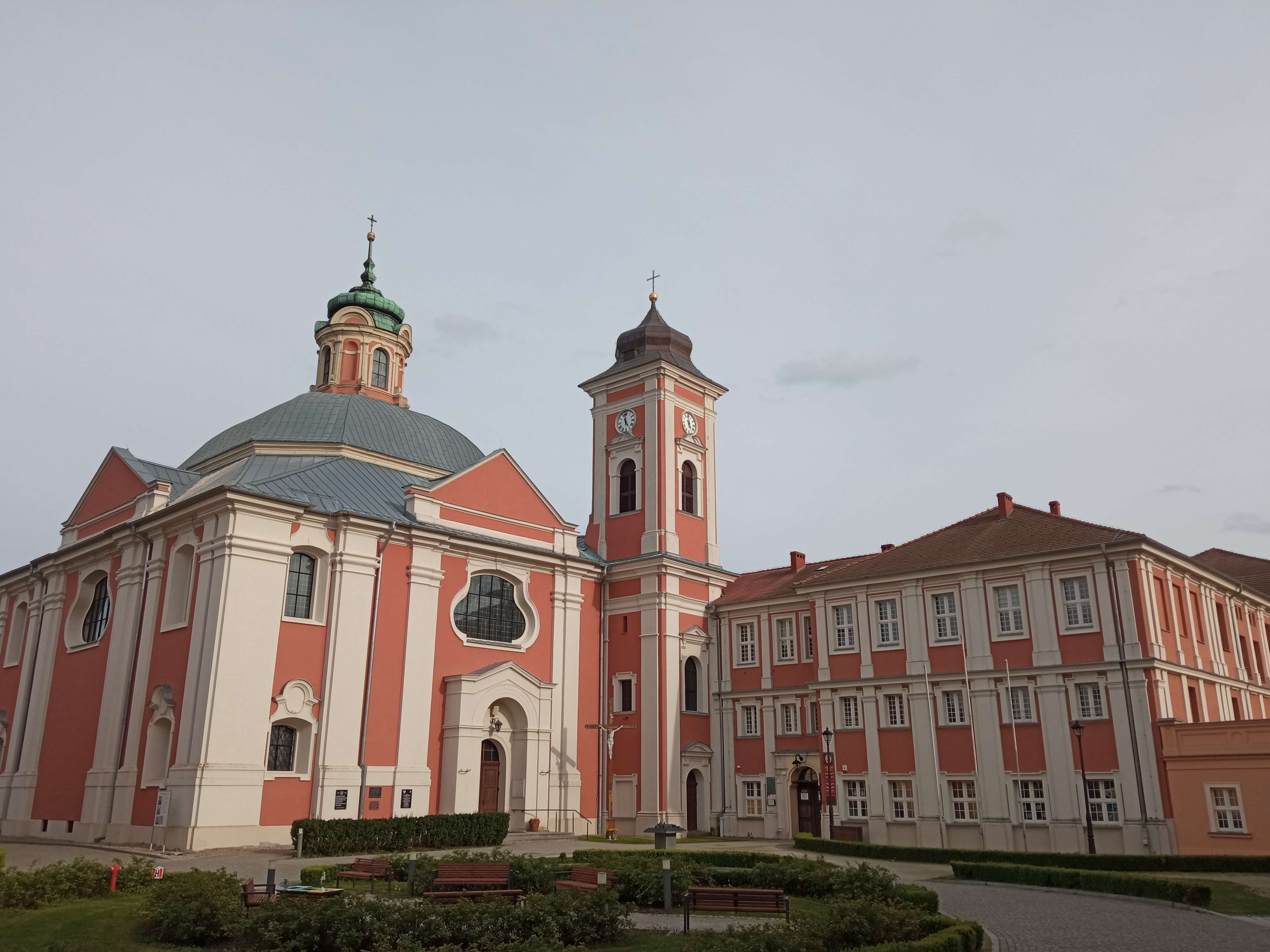
Zespół pocysterski

Owińska znane są przede wszystkim z barokowego zespołu pocysterskiego, na który składają się: kościół pw. św. Jana Chrzciciela, obecnie parafialny – wybudowany w latach 1720–1728 według projektu Pompeo Ferrariego, klasztor – wybudowany według projektu Jana Catenazziego w 1700 r. i odbudowany po pożarze w 1720 r. przez Pompeo Ferrariego, a następnie przebudowany w latach 1873–1875 dla potrzeb znajdującego się wówczas w nim Szpitala Psychiatrycznego, oraz plebania klasztorna. W budynkach poklasztornych znajduje się od 1952 r. Specjalny Ośrodek Szkolno-Wychowawczy dla Dzieci Niewidomych, w którym pracował m.in. Tadeusz Piszczek, regionalista.

### Kościół pw. św. Mikołaja

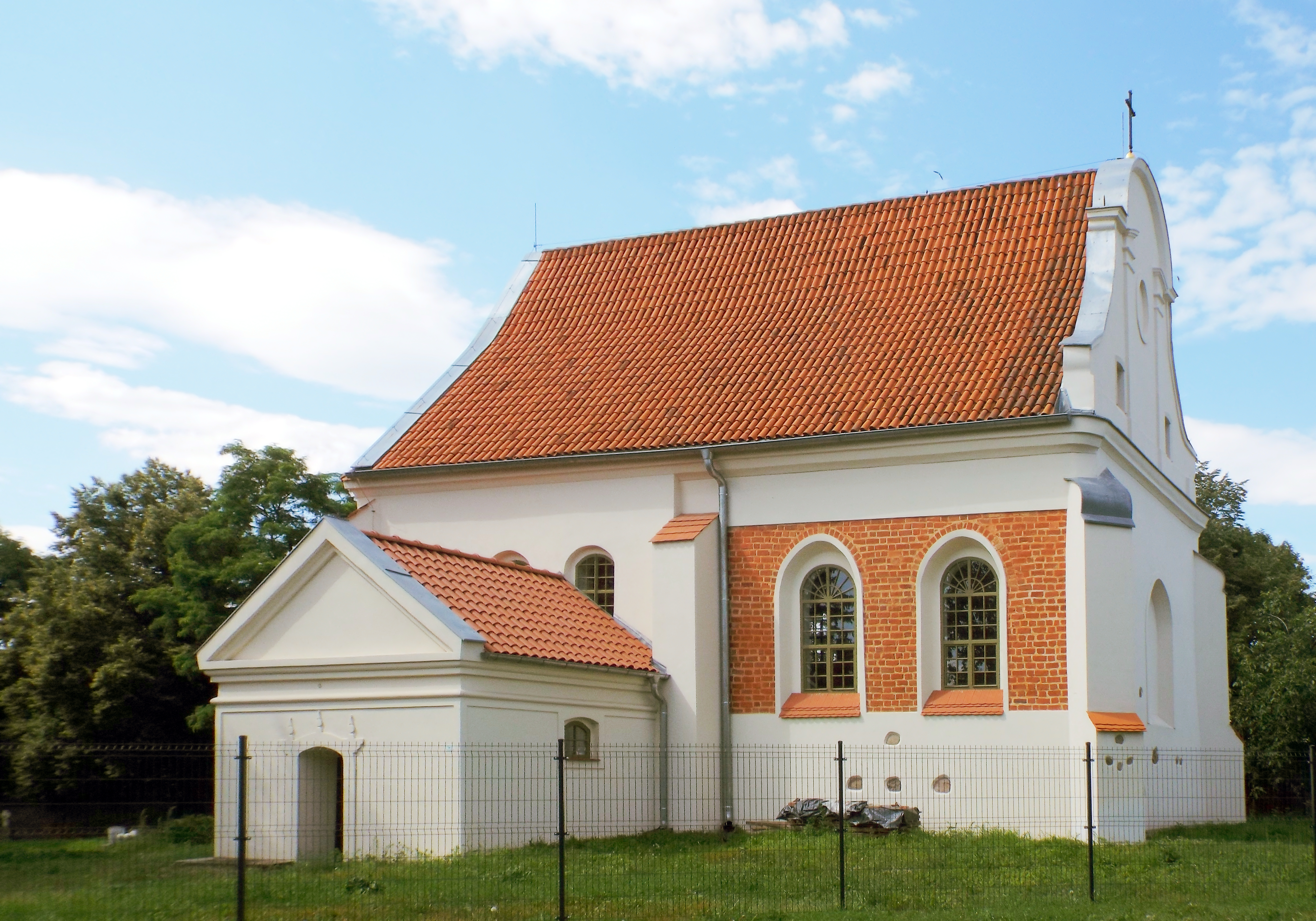
Kościół pw. św. Mikołaja

W latach 1574–1835 kościołem parafialnym był renesansowy kościół pw. św. Mikołaja.
Jego budowę rozpoczęto w pierwszej ćwierci XV wieku a ukończono w 1574 r. W pierwotnym kształcie byłbudowany w stylu renesansowym. Przebudowany na przełomie XVII i XVIII wieku w stylu baroku, widocznym w szczycie wschodnim budowli.
Kościół jest murowany z cegły w układzie polskim, nawa i kruchta otynkowane. Posiada jedną nawę z prostokątnym prezbiterium z ostrołukowym łukiem tęczowym; od północy znajduje się dwuprzęsłowa zakrystia, a od południa kruchta.
Nowy strop w prezbiterium zastąpił dawny renesansowy pseudokasetonowy. W nawie zachowane są trzy stare belki profilowane zdobione malowanymi rozetami.
Kościół od 1939 roku nie był użytkowany i popadał powoli w ruinę. W latach 90. XX wieku położono dachówkę ceramiczną.
W maju 2018 roku świeżo odnowiony 500-letni kościół poświęcił arcybiskup Gądecki. Dzięki wsparciu dzięki powiatu i starosty poznańskiego odnowiono wnętrze, m.in. posadzki i ściany. We wnętrzu prócz uroczystości sakralnych mają odbywać się wystawy, koncerty i inne wydarzenia.
Obok znajduje się niewielki cmentarz, na którym w latach 70. XX wieku wydzielono kwaterę dla zmarłych pensjonariuszy zakładu opiekuńczo-leczniczego znajdującego się w jednym z budynków dawnego szpitala psychiatrycznego przy ul. Cysterek.

### Szpital psychiatryczny

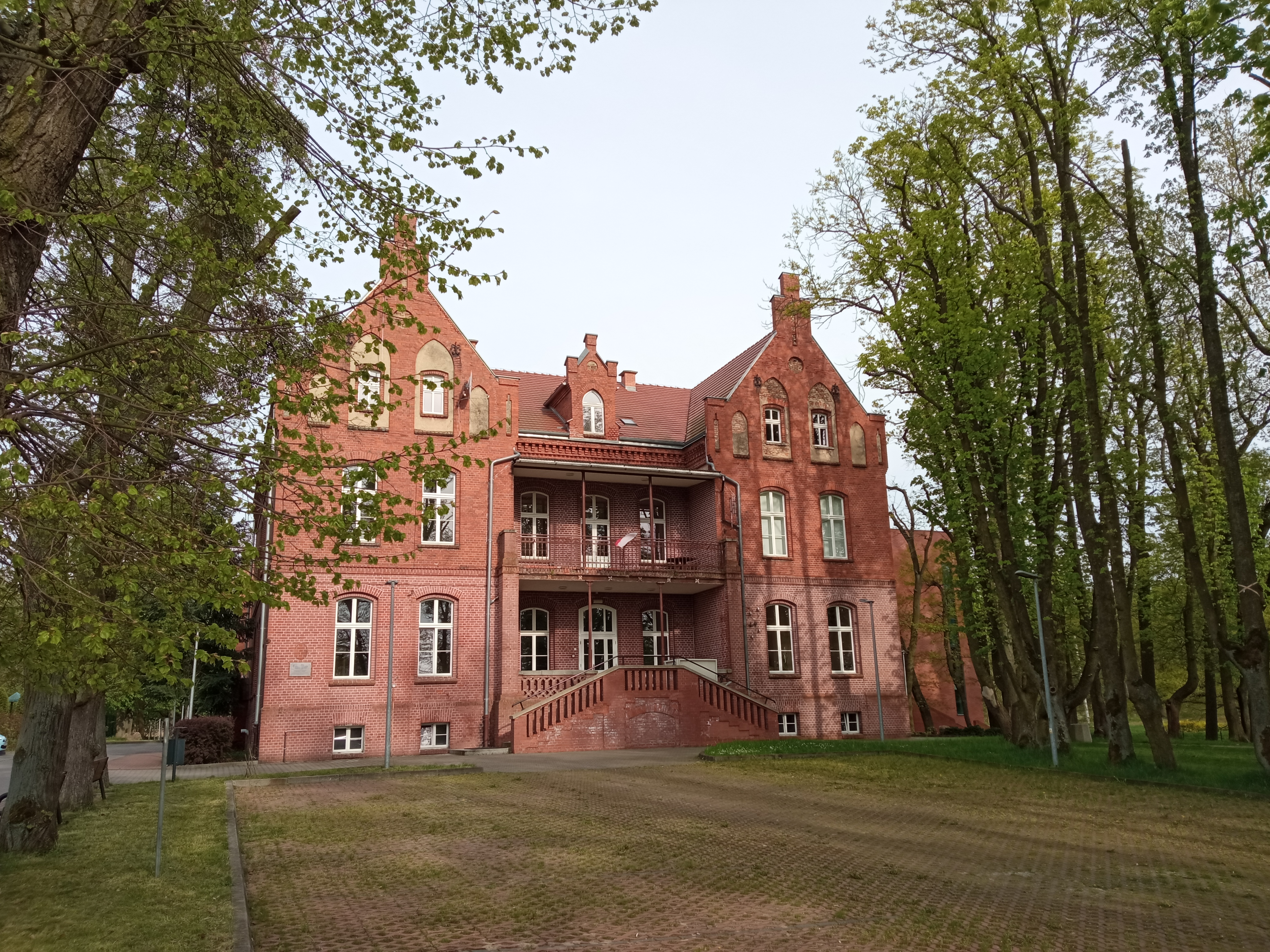
Zakład psychiatryczny (stary)

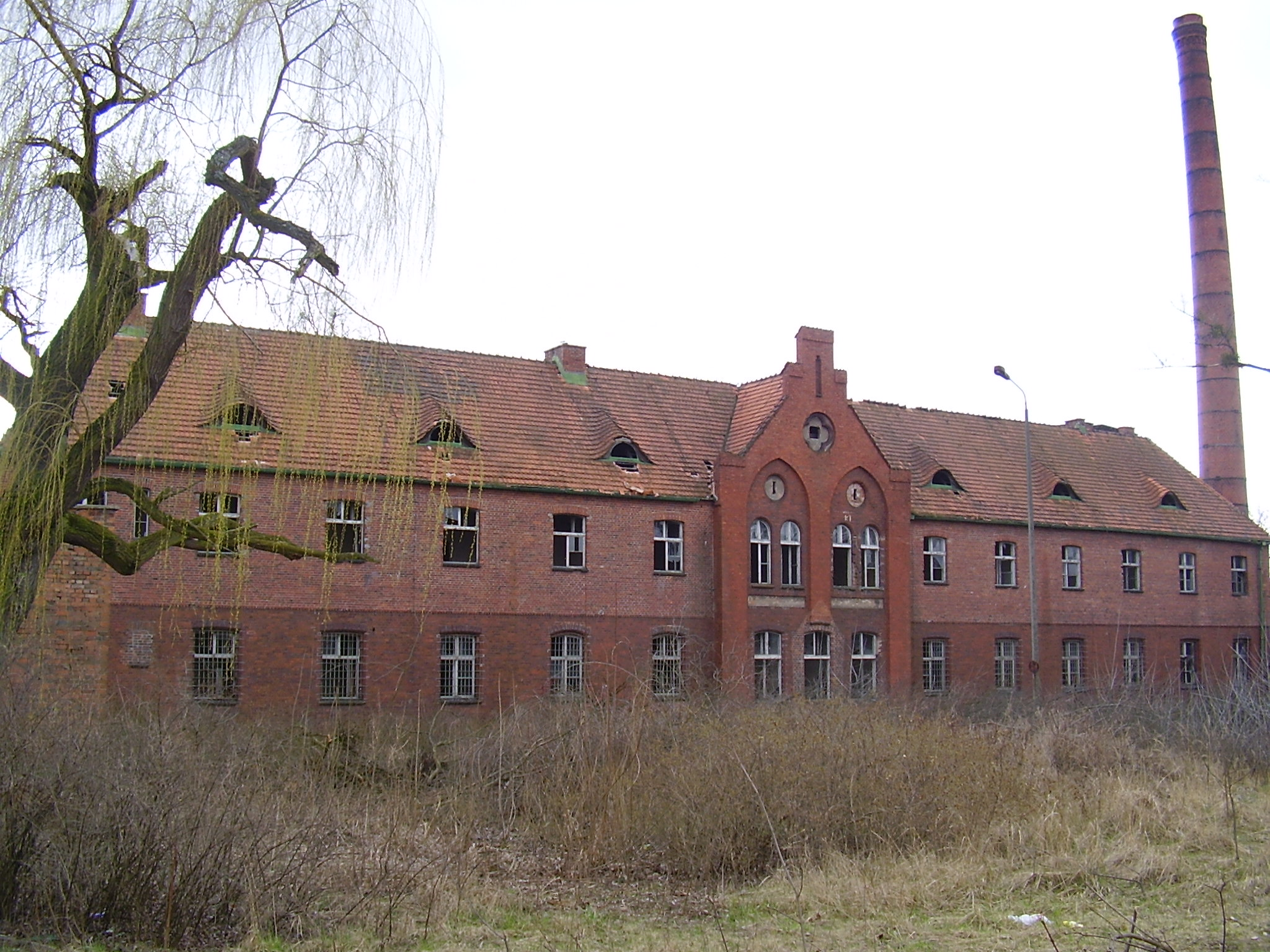
Zakład psychiatryczny (nowy)

W parku przy ul. Kolejowej znajdują się budynki tzw. nowego zakładu psychiatrycznego, zbudowanego w latach 60. XIX w. W latach 1952–1993 mieścił się w nim Młodzieżowy Zakład Wychowawczy, a od czasu jego zamknięcia systematycznie popada w ruinę.

## Przyroda
W miejscowości rośnie potężny dąb – pomnik przyrody. To okaz o obwodzie pnia 796 cm, o wysokości 28 m (w 2011). Wiek drzewa to około 480 lat.

## Transport

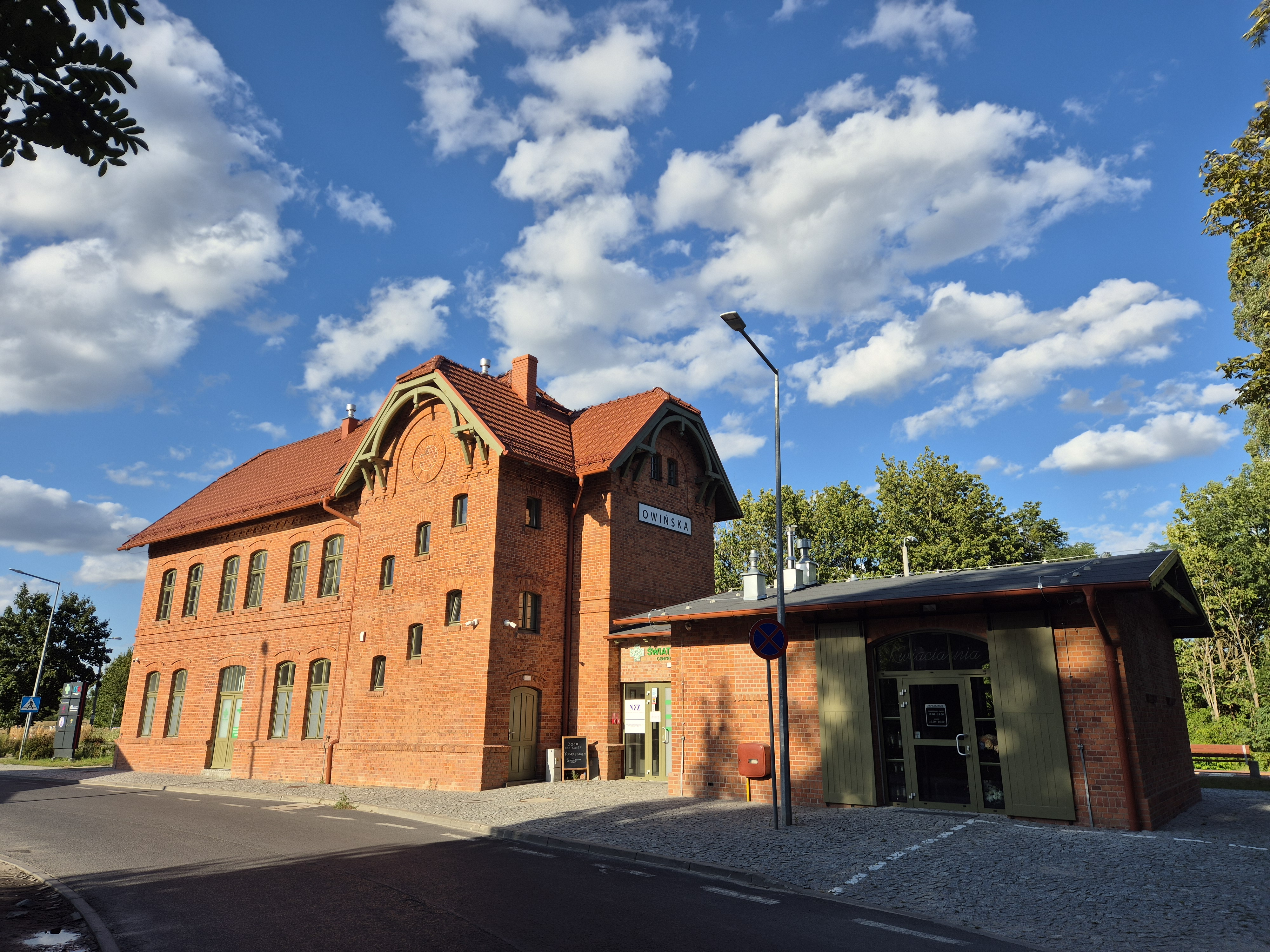
stacja kolejowa Owińska

Wieś położona jest przy drodze wojewódzkiej nr 196 z Poznania do Wągrowca. Znajduje się tu również stacja kolejowa Owińska linii kolejowej nr 356 Poznań Wschód – Bydgoszcz Główna.
Jest też tu kładka pieszo-rowerowa przez Wartę.

## Droga świętego Jakuba
Przez wieś przebiega Wielkopolska Droga św. Jakuba odcinek szlaku pielgrzymkowego do grobu św. Jakuba w Santiago de Compostela w Hiszpanii.

## Sport
W roku 2012 we wsi powstał wyciąg do nart wodnych i wakeboardu WakeSpot będąc jedynym tego rodzaju obiektem w okolicy.
We wsi działa piłkarski klub sportowy Błękitni Owińska. Wiosną 2011 klub wywalczył awans do IV Ligi.

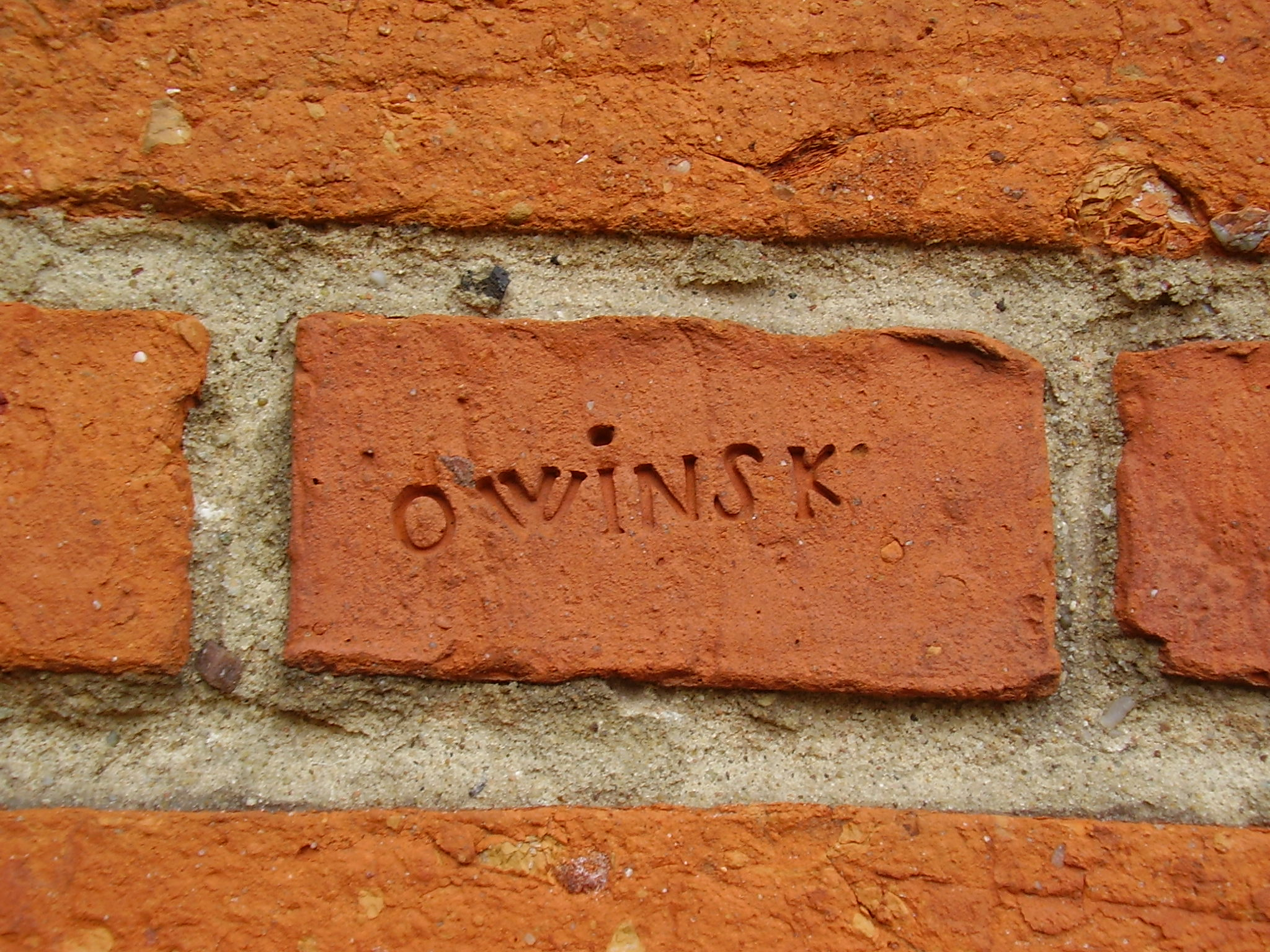
Stempel cegielni z Owińsk